# Olympische Sommerspiele 2020/Wasserball – Frauen

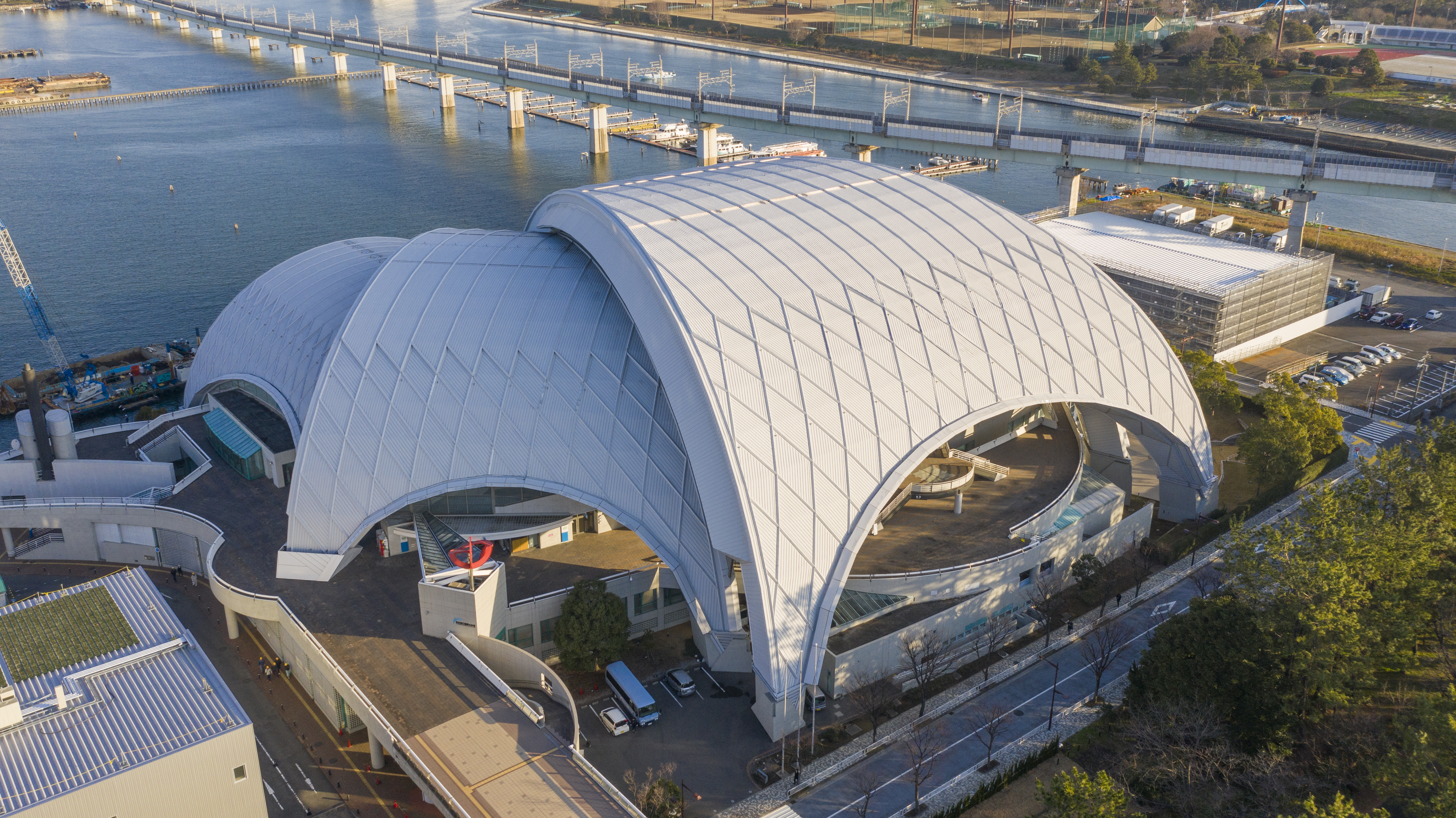
Blick auf das Tatsumi Water Polo Centre, Tokio, Japan

Das olympische Wasserballturnier der Frauen bei den Olympischen Sommerspielen 2020 in Tokio fand vom 24. Juli bis zum 7. August 2021 statt. Austragungsort war das Tatsumi Water Polo Centre.

## Qualifikation
Für das olympische Wasserballturnier der Frauen qualifizierten sich folgende Mannschaften:
| Qualifikationswettbewerb            | Datum               | Ort          | Plätze | Qualifizierte Teams |
| ----------------------------------- | ------------------- | ------------ | ------ | ------------------- |
| Gastgeber                           | 7. September 2013   | Buenos Aires | 1      | Japan               |
| Asienspiele 2018                    | 4.–10. August 2018  | Jakarta      | 1      | China               |
| FINA World League 2019              | 4.–7. Juni 2019     | Budapest     | 1      | Vereinigte Staaten  |
| Wasserball-Weltmeisterschaften 2019 | 12.–28. Juli 2019   | Gwangju      | 1      | Spanien             |
| Panamerikanische Spiele 2019        | 26.–11. August 2019 | Lima         | 1      | Kanada              |
| Ozeanien Selektion                  | —                   | —            | 1      | Australien          |
| Afrika-Selektion                    | —                   | —            | 1      | Südafrika           |
| Wasserball-Europameisterschaft 2020 | 12.–26. Januar 2020 | Budapest     | 1      | ROC                 |
| Olympia-Qualifikationsturnier       | 17.–24. Januar 2021 | Triest       | 2      | Niederlande         |
| Olympia-Qualifikationsturnier       | 17.–24. Januar 2021 | Triest       | 2      | Ungarn              |
| Gesamt                              | Gesamt              | Gesamt       | 10     | 10                  |

## Titelträger
| Olympiasiegerinnen | Vereinigte Staaten | Rio de Janeiro 2016 |
| Weltmeisterinnen   | Vereinigte Staaten | Gwangju 2019        |

## Spielplan

### Vorrunde

#### Gruppe A
| Platz | Team        | Spiele | Siege | Unent. | Ndlg. | Tore  | Diff. | Punkte |
| ----- | ----------- | ------ | ----- | ------ | ----- | ----- | ----- | ------ |
| 1.    | Spanien     | 4      | 3     | 0      | 1     | 71:37 | +34   | 6      |
| 2.    | Australien  | 4      | 3     | 0      | 1     | 46:33 | +13   | 6      |
| 3.    | Niederlande | 4      | 3     | 0      | 1     | 75:41 | +34   | 6      |
| 4.    | Kanada      | 4      | 1     | 0      | 3     | 48:39 | +9    | 2      |
| 5.    | Südafrika   | 4      | 0     | 0      | 4     | 7:97  | −90   | 0      |

| Tag       | Zeit  | Begegnung   | Begegnung | Begegnung   | Ergebnis                   |
| --------- | ----- | ----------- | --------- | ----------- | -------------------------- |
| 24. Juli  | 14:00 | Kanada      | –         | Australien  | 5:8 (1:1, 2:4, 1:2, 1:1)   |
| 24. Juli  | 15:30 | Südafrika   | –         | Spanien     | 4:29 (2:5, 1:9, 1:5, 0:10) |
| 26. Juli  | 18:20 | Australien  | –         | Niederlande | 15:12 (3:3, 2:5, 5:2, 5:2) |
| 26. Juli  | 19:50 | Spanien     | –         | Kanada      | 14:10 (4:2, 2:2, 3:2, 5:3) |
| 28. Juli  | 14:00 | Kanada      | –         | Südafrika   | 21:1 (5:1, 4:0, 4:0, 8:0)  |
| 28. Juli  | 15:30 | Niederlande | –         | Spanien     | 14:13 (2:3, 3:2, 3:2, 6:6) |
| 30. Juli  | 14:00 | Südafrika   | –         | Niederlande | 1:33 (0:7, 0:9, 1:9, 0:8)  |
| 30. Juli  | 19:50 | Spanien     | –         | Australien  | 15:9 (3:3, 4:3, 4:1, 4:2)  |
| 1. August | 15:30 | Niederlande | –         | Kanada      | 16:12 (4:4, 4:3, 3:2, 5:3) |
| 1. August | 19:50 | Australien  | –         | Südafrika   | 14:1 (1:0, 6:1, 4:0, 3:0)  |

#### Gruppe B
| Platz | Team               | Spiele | Siege | Unent. | Ndlg. | Tore  | Diff. | Punkte |
| ----- | ------------------ | ------ | ----- | ------ | ----- | ----- | ----- | ------ |
| 1.    | Vereinigte Staaten | 4      | 3     | 0      | 1     | 64:26 | +38   | 6      |
| 2.    | Ungarn             | 4      | 2     | 1      | 1     | 46:43 | +3    | 5      |
| 3.    | ROC                | 4      | 2     | 1      | 1     | 53:61 | −8    | 5      |
| 4.    | China              | 4      | 2     | 0      | 2     | 51:50 | +1    | 4      |
| 5.    | Japan              | 4      | 0     | 0      | 4     | 44:78 | −34   | 0      |

| Tag       | Zeit  | Begegnung          | Begegnung | Begegnung          | Ergebnis                   |
| --------- | ----- | ------------------ | --------- | ------------------ | -------------------------- |
| 24. Juli  | 18:20 | Japan              | –         | Vereinigte Staaten | 4:25 (3:8, 0:6, 1:7, 0:4)  |
| 24. Juli  | 19:50 | China              | –         | ROC                | 17:18 (6:5, 4:4, 4:5, 3:4) |
| 26. Juli  | 14:00 | Vereinigte Staaten | –         | China              | 12:7 (4:4, 2:2, 3:0, 3:1)  |
| 26. Juli  | 15:30 | ROC                | –         | Ungarn             | 10:10 (1:2, 3:5, 3:1, 3:2) |
| 28. Juli  | 14:00 | Ungarn             | –         | Vereinigte Staaten | 10:9 (2:2, 3:3, 1:3, 4:1)  |
| 28. Juli  | 18:20 | China              | –         | Japan              | 16:11 (5:2, 4:3, 4:3, 3:3) |
| 30. Juli  | 15:30 | Vereinigte Staaten | –         | ROC                | 18:5 (5:1, 4:2, 6:1, 3:1)  |
| 30. Juli  | 18:20 | Japan              | –         | Ungarn             | 13:17 (4:3, 3:4, 3:5, 3:5) |
| 1. August | 14:00 | Ungarn             | –         | China              | 9:11 (1:4, 1:3, 2:1, 5:3)  |
| 1. August | 18:20 | ROC                | –         | Japan              | 20:16 (5:5, 7:3, 6:4, 2:4) |

### Finalrunde
|  | Viertelfinale      | Viertelfinale      |           |                    | Halbfinale       | Halbfinale |  |  | Finale    | Finale    |
|  |                    |                    |           |                    |                  |            |  |  |           |           |
|  | 3. August          |                    |           |                    |                  |            |  |  |           |           |
|  | Spanien            | 11                 |           |                    |                  |            |  |  |           |           |
|  | Spanien            | 11                 | 5. August |                    |                  |            |  |  |           |           |
|  | China              | 7                  |           |                    |                  |            |  |  |           |           |
|  | China              | 7                  | Spanien   | 8                  |                  |            |  |  |           |           |
|  |                    |                    | Spanien   | 8                  |                  |            |  |  |           |           |
|  |                    | Ungarn             | 6         |                    |                  |            |  |  |           |           |
|  | Niederlande        | Ungarn             | 6         | 11                 |                  |            |  |  |           |           |
|  | Niederlande        |                    |           | 11                 |                  |            |  |  |           |           |
|  | Ungarn             | 14                 |           | 7. August          | 7. August        |            |  |  |           |           |
|  | 3. August          | 3. August          | Spanien   | 5                  |                  |            |  |  |           |           |
|  | 3. August          | 3. August          |           | Vereinigte Staaten | 14               |            |  |  |           |           |
|  | Australien         | 8                  |           |                    |                  |            |  |  |           |           |
|  | ROC                | 9                  |           |                    |                  |            |  |  |           |           |
|  | ROC                | 9                  | ROC       | 11                 |                  |            |  |  |           |           |
|  |                    |                    | ROC       | 11                 | Spiel um Platz 3 |            |  |  |           |           |
|  |                    | Vereinigte Staaten | 15        |                    |                  |            |  |  |           |           |
|  | Kanada             | Vereinigte Staaten | 15        | 5                  | Ungarn           | 11         |  |  |           |           |
|  | Kanada             | 5. August          |           | 5                  | Ungarn           | 11         |  |  |           |           |
|  | Vereinigte Staaten | 16                 |           | ROC                | 9                |            |  |  |           |           |
|  | Vereinigte Staaten | 16                 |           |                    | 9                |            |  |  |           |           |
|  | 3. August          | 3. August          |           |                    |                  |            |  |  | 7. August | 7. August |

#### Viertelfinale
| Tag       | Zeit        | Begegnung   | Begegnung | Begegnung          | Ergebnis                   |
| --------- | ----------- | ----------- | --------- | ------------------ | -------------------------- |
| 3. August | 14:00 UTC+9 | Kanada      | –         | Vereinigte Staaten | 5:16 (1:7, 2:4, 0:0, 2:5)  |
| 3. August | 15:30 UTC+9 | Spanien     | –         | China              | 11:7 (5:2, 4:3, 2:1, 0:1)  |
| 3. August | 18:20 UTC+9 | Niederlande | –         | Ungarn             | 11:14 (3:4, 4:4, 2:2, 2:4) |
| 3. August | 19:50 UTC+9 | Australien  | –         | ROC                | 8:9 (2:4, 2:2, 2:2, 2:1)   |

#### Halbfinale
| Tag       | Zeit        | Begegnung | Begegnung | Begegnung          | Ergebnis                   |
| --------- | ----------- | --------- | --------- | ------------------ | -------------------------- |
| 5. August | 15:30 UTC+9 | Spanien   | –         | Ungarn             | 8:6 (2:0, 3:2, 3:2, 0:2)   |
| 5. August | 19:50 UTC+9 | ROC       | –         | Vereinigte Staaten | 11:15 (3:2, 4:4, 2:5, 2:4) |

#### Platzierungsspiele 5–8
| Tag       | Zeit        | Begegnung  | Begegnung | Begegnung   | Ergebnis                               |
| --------- | ----------- | ---------- | --------- | ----------- | -------------------------------------- |
| 5. August | 14:00 UTC+9 | China      | –         | Niederlande | 6:13 (0:1, 2:5, 1:2, 3:5)              |
| 5. August | 18:20 UTC+9 | Australien | –         | Kanada      | 14:12 n. PSO (2:3, 3:2, 3:3, 2:2, 4:2) |

#### Spiel um Platz 7
| Tag       | Zeit        | Begegnung | Begegnung | Begegnung | Ergebnis                  |
| --------- | ----------- | --------- | --------- | --------- | ------------------------- |
| 7. August | 09:30 UTC+9 | China     | –         | Kanada    | 7:16 (3:4, 2:5, 1:4, 1:3) |

#### Spiel um Platz 5
| Tag       | Zeit        | Begegnung   | Begegnung | Begegnung  | Ergebnis                  |
| --------- | ----------- | ----------- | --------- | ---------- | ------------------------- |
| 7. August | 11:00 UTC+9 | Niederlande | –         | Australien | 7:14 (1:5, 1:3, 2:3, 3:3) |

#### Spiel um Platz 3
| Tag       | Zeit        | Begegnung | Begegnung | Begegnung | Ergebnis                  |
| --------- | ----------- | --------- | --------- | --------- | ------------------------- |
| 7. August | 13:40 UTC+9 | Ungarn    | –         | ROC       | 11:9 (2:2, 5:3, 0:3, 4:1) |

#### Finale
| Tag       | Zeit        | Begegnung | Begegnung | Begegnung          | Ergebnis                  |
| --------- | ----------- | --------- | --------- | ------------------ | ------------------------- |
| 7. August | 16:30 UTC+9 | Spanien   | –         | Vereinigte Staaten | 5:14 (1:4, 3:3, 0:5, 1:2) |

## Torschützinnenliste
| Rang | Spielerin             | Tore | Spiele | Schüsse | Effizienz |
| ---- | --------------------- | ---- | ------ | ------- | --------- |
| 1    | Simone van de Kraats  | 28   | 7      | 44      | 64 %      |
| 2    | Madeline Musselman    | 18   | 7      | 49      | 37 %      |
| 2    | Beatriz Ortiz         | 18   | 7      | 46      | 39 %      |
| 2    | Margaret Steffens     | 18   | 7      | 32      | 56 %      |
| 5    | Maud Megens           | 17   | 7      | 37      | 46 %      |
| 6    | Zhang Jing            | 16   | 7      | 26      | 62 %      |
| 7    | Kyra Christmas        | 15   | 7      | 29      | 52 %      |
| 7    | Clara Espar           | 15   | 7      | 34      | 44 %      |
| 7    | Jekaterina Prokofjewa | 15   | 7      | 35      | 43 %      |
| 10   | Makenzie Fischer      | 14   | 7      | 33      | 42 %      |
| 10   | Judith Forca          | 14   | 7      | 37      | 38 %      |

## Abschlussplatzierungen
| Platz | Mannschaft         |
| ----- | ------------------ |
| 1     | Vereinigte Staaten |
| 2     | Spanien            |
| 3     | Ungarn             |
| 4     | ROC                |
| 5     | Australien         |
| 6     | Niederlande        |
| 7     | Kanada             |
| 8     | China              |
| 9     | Japan              |
| 10    | Südafrika          |